# Nika Metreveli
Pour les articles homonymes, voir Metreveli.
Nika Metreveli (en géorgien : ნიკა მეტრეველი), né le 14 janvier 1991, à Tbilissi, en Géorgie, est un joueur géorgien de basket-ball. Il évolue au poste de pivot.

## Palmarès
- Champion d'Italie 2009
- Vainqueur de la coupe d'Italie 2009